# طالقان (شفت)
دهی جزو دهستان شفت، از توابع بخش مرکزی شهرستان شفت است. در ۳۱ هزار گزی جنوب خاوری فومن و ۲۲ هزار گزی جنوب خاوری شفت. کوهستانی معتدل مرطوب و مالاریائی. با ۲۹۷ نفر سکنه. آب آن از نهر امامزاده ابراهیم. محصول آنجا برنج و ابریشم و عسل و لبنیات. شغل اهالی زراعت و گله داری و شال بافی و راه آن مالرو است. زیارتگاه امامزاده ابراهیم برادر امام رضا در چهار هزار گزی جنوب این آبادی واقع و زیارتگاه قراء اطراف محسوب می‌گردد. 
مردم روستای طالقان به زبان تالشی سخن می‌گویند. همنامی این روستا با منطقه تات‌زبان طالقان به دلیل نزدیکی بسیار زبان‌های تالشی و تاتی است.